# Klemens-Karl Drescher
Klemens-Karl Drescher (* 17. September 1945 in Berlin) ist ein Brigadegeneral außer Dienst des Heeres der Bundeswehr und war zuletzt General der Nachschubtruppe und Kommandeur der Nachschubschule des Heeres in der Lucius-D.-Clay-Kaserne in Osterholz-Scharmbeck.

## Leben

### Ausbildung und erste Verwendungen
Drescher trat am 1. Juli 1968 in Braunschweig in die Bundeswehr ein und durchlief als Offizieranwärter die Offizierausbildung zum Offizier des Truppendienstes der Nachschubtruppe. 1970 wurde er zum Leutnant befördert und von 1972 bis 1975 studierte er Betriebswirtschaftslehre an der Fachhochschule des Heeres 1 in der Starkenburg-Kaserne in Darmstadt. Von 1977 bis 1980 war Drescher Kompaniechef im Nachschubbataillon 110 in Rheine.

### Dienst als Stabsoffizier
Von 1980 bis 1982 absolvierte Drescher im 23. Generalstabslehrgang Heer an der Führungsakademie der Bundeswehr in Hamburg die Ausbildung zum Offizier im Generalstabsdienst. Anschließend wurde er bis 1987 G4 (Logistik) im Stab der Panzerbrigade 8 in der Theodor-Körner-Kaserne in Lüneburg und in der 3. Panzerdivision in der Estetal-Kaserne in Buxtehude. Währenddessen erfolgte 1983 die Ernennung zum Major. Von 1987 bis 1989 hatte Drescher eine Verwendung als Bataillonskommandeur des Nachschubbataillons 6 in der Hindenburg-Kaserne in Neumünster, bevor er G1 (Personal) im Stab der 6. Panzergrenadierdivision in derselben Liegenschaft wurde. Von 1990 bis 1991 war er Dezernatsleiter und G4 im Bundeswehrkommando Ost in Strausberg und von 1991 bis 1993 Referent im Führungsstab des Heeres (Fü S) V 1 im Bundesministerium der Verteidigung auf der Hardthöhe in Bonn. 1993 wurde er zum Oberst befördert und wurde im selben Jahr stellvertretender Brigadekommandeur der Logistikbrigade 2 und Kommandeur ortsfeste logistische Einrichtungen in der Stengel-Kaserne in Germersheim. Von 1997 bis 2000 war er Gruppenleiter der Gruppe 1 (logistische Planung/Grundlagen) der Abteilung I des Heeresunterstützungskommandos, zunächst in der Niederrhein-Kaserne in Mönchengladbach und nach dessen Verlegung in der Rhein-Kaserne in Koblenz. Von Februar bis Juli 2000 nahm Drescher an einem Lehrgang am NATO Defense College in Rom teil. Von Juli bis Dezember 2000 war er Regimentskommandeur des Logistikregiments 21 in der Rommel-Kaserne in Dornstadt.

### Dienst als General
Von Dezember 2000 bis März 2003 war Drescher Abteilungsleiter I und General Heereslogistik im Heeresunterstützungskommando in Koblenz. 2003 wurde er zum Brigadegeneral befördert. Ab April 2003 war er General der Nachschubtruppe und Kommandeur der Nachschubschule des Heeres in der Lucius-D.-Clay-Kaserne in Osterholz-Scharmbeck.

### Auszeichnungen
- Ehrenkreuz der Bundeswehr in Gold

## Privates
Drescher ist verheiratet und hat eine Tochter.